# Frédéric IV de Hesse-Hombourg
Pour les articles homonymes, voir Frédéric IV.
Frédéric IV (15 avril 1724, Braunfels – 7 janvier 1751, Hombourg) est landgrave de Hesse-Hombourg de 1746 à sa mort.

## Biographie
Frédéric IV est le fils du prince Casimir-Guillaume de Hesse-Hombourg et de Christine-Charlotte de Solms-Braunfels. Il grandit au château de Braunfels et reçoit une solide éducation humaniste chrétienne. Il entre dans l'armée prussienne en 1741 et participe aux guerres de Silésie jusqu'à ce que la maladie l'oblige à mettre un terme à sa carrière militaire en 1745.
En 1746, son oncle, le landgrave Frédéric III de Hesse-Hombourg, meurt sans laisser d'héritier. Frédéric lui succède. L'année suivante, le landgrave Louis VIII de Hesse-Darmstadt envahit la Hesse-Hombourg et réclame la tutelle de Frédéric IV, alors que celui-ci est majeur et marié. La dispute remonte jusqu'à l'empereur, mais Frédéric meurt avant qu'elle ne soit résolue en 1751, à l'âge de 26 ans. Il laisse un fils de trois ans qui lui succède sous le nom de Frédéric V.
Il est inhumé dans la crypte du château de Hombourg.

## Descendance
Le 10 octobre 1746, Frédéric IV épouse Ulrique-Louise de Solms-Braunfels (1er mai 1731 – 12 septembre 1792), fille du prince Frédéric-Guillaume de Solms-Braunfels. Ils ont deux enfants :
- Frédéric V (30 janvier 1748 – 20 janvier 1820), landgrave de Hesse-Hombourg ;
- Christine (1749-1750).